# Bell 206
Bell 206 è una famiglia di elicotteri mono e biturbina con rotore a due pale, principalmente utilizzati da facoltose persone per viaggi d'affari, sviluppata dall'azienda statunitense Bell Helicopter Textron dalla fine degli anni sessanta fino al 2017. Il primo Bell 206 fu originariamente sviluppato per il programma Light Observation Helicopter dell'United States Army, ma non si aggiudicò il contratto. La Bell riprogettò la struttura modificandola per ospitare cinque posti e la commercializzò con successo sul mercato civile con il nome Bell 206A JetRanger. Il nuovo modello venne selezionato anche dall'esercito statunitense, che gli assegnò la denominazione OH-58 Kiowa. La Bell sviluppò un'ulteriore versione a sette posti, cui diede il nome di LongRanger e che fu in seguito offerta anche in versione a due motori con il nome TwinRanger.
In Italia la versione JetRanger venne prodotta su licenza dall'Agusta con la denominazione Agusta-Bell AB206.

## Storia

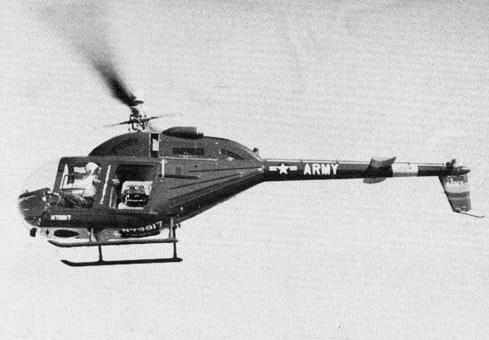
Lo YOH-4A LOH in volo

Nell'ottobre 1961 la United States Army emise una specifica (RFP) per la fornitura di un elicottero leggero da ricognizione (Light Observation Helicopter – LOH). Al concorso risposero con un proprio progetto 12 aziende del settore tra le quali Fairchild-Hiller, Hughes Tool Co. Aircraft Division e la Bell che presentò il Model 206, selezionato dalla commissione per passare dalla fase progettuale a quella successiva ed al quale venne assegnata la denominazione ufficiale YHO-4A.
La Bell nel 1962 realizzò 5 prototipi da fornire alla U.S. Army per test di valutazione durante i quali i collaudatori giudicarono il modello sottopotenziato, un problema che probabilmente lo estromise dal concorso in quanto il loro YOH-4A non risultò tra i progetti che passarono alla fase successiva. In seguito la Bell tentò di introdurre il loro modello sul mercato civile riscuotendo però scarso interesse da parte dei potenziali acquirenti. A seguito di una ricerca di mercato si scoprì che questo era dovuto principalmente all'aspetto, poco gradito al pubblico, per cui incaricarono l'ufficio progetti di ridisegnare la parte anteriore della fusoliera in modo che risultasse esteticamente più elegante. Il modello così modificato assunse la linea che conserva tuttora e la nuova denominazione Model 206A JetRanger, conquistando il successo commerciale e diventando capostipite di una serie di modelli e sviluppi altrettanto fortunati.

## Sviluppo

### 206L LongRanger
Il 206L LongRanger è una versione allungata che ha aumentato la capacità dagli originali 5 posti delle versioni 206A e 206B ai 7 di questo modello, ottenuto con l'allungamento di 762 mm (30 in) della fusoliera e consentendo l'inserimento di due nuovi posti affiancati tra la fila di sedili anteriori e posteriori. Dal 1975, anno della sua introduzione, venne prodotto in più di 1 000 esemplari nelle sue varie versioni disponibili. Nel 1981 ne venne realizzata una versione militare denominata 206L TexasRanger. La propulsione era affidata ad un turboalbero Allison 250-C20B, il britannico Rolls-Royce Model 250 realizzato su licenza, passato dal 250-C20B della versione iniziale alle più potenti 250-C28 che equipaggiava la 206L-1 e 250-C30P da 490 shp installato nei successivi 206L-3 e 206L-4.
Nel 2007 la Bell ha annunciato un programma atto ad aggiornare i 206L-1 ed L-3 allo standard L-4, ridenominando i due modelli 206L-1+ ed L-3+, i quali differiscono per un irrobustimento generale della struttura, una nuova trave di coda, un gruppo di trasmissione migliorato e motori aggiornati alle ultime specifiche. Questo ha portato dei miglioramenti in termini di prestazioni incrementando il valore di peso massimo al decollo di 300 lb.

### Gemini ST e TwinRanger
Il primo sviluppo verso un nuovo modello basato sul 206 risale alla metà degli anni ottanta. Denominato Bell 400 TwinRanger rimase però allo stadio di prototipo e non entrò mai in produzione.
Nel 1989, la Tridair Helicopters iniziò lo sviluppo di una versione biturbina del LongRanger. Denominato Gemini ST. Il prototipo volò per la prima volta il 16 gennaio 1991. La certificazione FAA pubblicata il novembre successivo riguardava la conversione dai LongRanger 206L-1, L-3 ed L-4 alle specifiche Gemini ST. A metà del 1994 al Gemini ST venne concessa la prima certificazione come "Single/Twin aircraft", che gli consente di operare sia come mono che come biturbina in tutte le fasi di volo.
Il Bell 206LT TwinRanger era un nuovo modello sviluppato dal 206L-4, equivalente al Tridair Gemini ST e del quale vennero prodotti, dal gennaio 1994 alla fine del 1997, solamente 13 esemplari. Il TwinRanger venne sostituito nella gamma dal nuovo Bell 427.

### 407
Derivato dal Model 206, il Bell 407 ed il suo corrispondente militare OH-58D, utilizzava un nuovo tipo di rotore a 4 pale, che abbinava un incremento nelle prestazioni con la riduzione delle vibrazioni e del rumore. Il previsto sviluppo del 407, denominato Bell 417, rimase alla fase di prototipo e non ebbe un seguito commerciale.

## Storia operativa

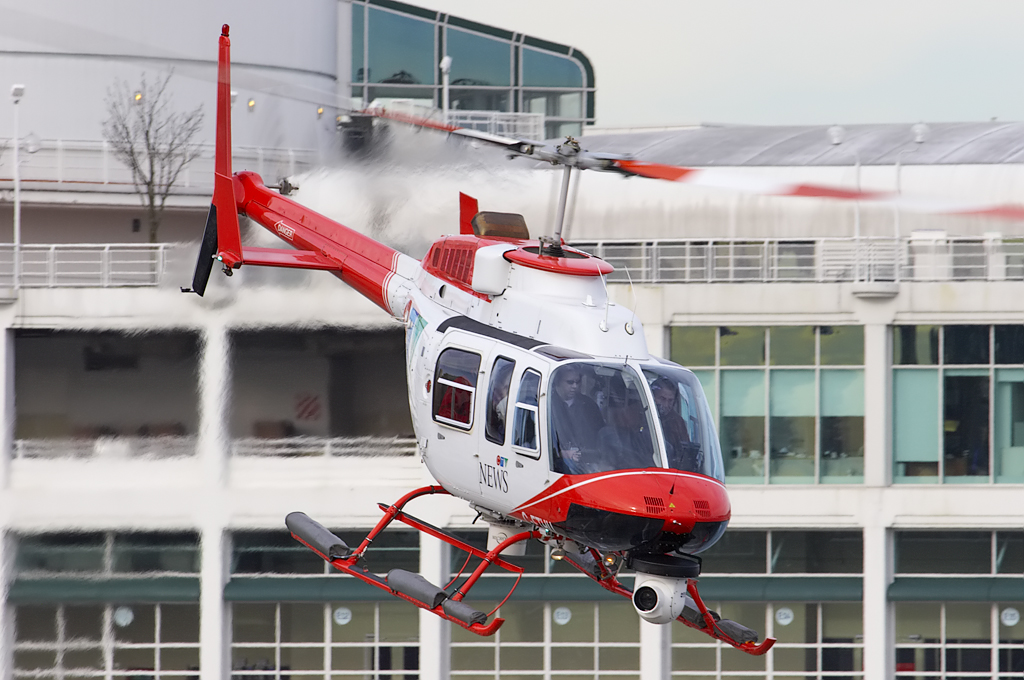
Un Bell 206L-4 Long Ranger IV, utilizzato per riprese aeree dalla rete CTV British Columbia, mentre sta per prendere il volo dall'eliporto Harbour di Vancouver

Il JetRanger, introdotto sul mercato civile nel 1967, venne aggiornato tre volte, ma il suo aspetto rimase sostanzialmente invariato. Nel 1971 venne introdotto il primo modello aggiornato, il 206B JetRanger II, sostituito nel 1977 dal 206B-3 JetRanger III, che si distingueva per l'adozione di un nuovo rotore di coda e di una motorizzazione più potente.
Negli Stati Uniti è un modello molto popolare e riconosciuto grazie al suo intenso utilizzo nei servizi giornalistici sulle condizioni del traffico.
La U.S. Army, che gli diede la denominazione OH-50 Kiowa, lo selezionò per impiegarlo sostanzialmente nello stesso ruolo civile, mentre United States Navy, Marines, e United States Coast Guard usano una particolare versione 206, denominata TH-57 Sea Ranger, nella scuola di volo di NAS Whiting Field. La versione denominata TH-67 Creek viene impiegata dalla U.S. Army come addestratore per piloti elicotteristi. Il 206 LongRanger, al contrario del più corto JetRanger, grazie alle sue dimensioni è impiegato normalmente nel servizio di elisoccorso.
Nei piani di volo la designazione ICAO per JetRanger e LongRanger è B06.
Il 24 gennaio 2008 la Bell ha annunciato la sospensione della produzione del 206B-3 al termine dell'evasione degli ordini, prevista nel 2010.

## Primati
Il Bell 206 detiene il primato di essere il primo elicottero ad aver effettuato il giro del mondo nel 1983 ai comandi dell'uomo d'affari australiano Dick Smith, impresa riuscita grazie al rifornimento effettuato in mare aperto tramite l'appontaggio su navi container.

## Versioni

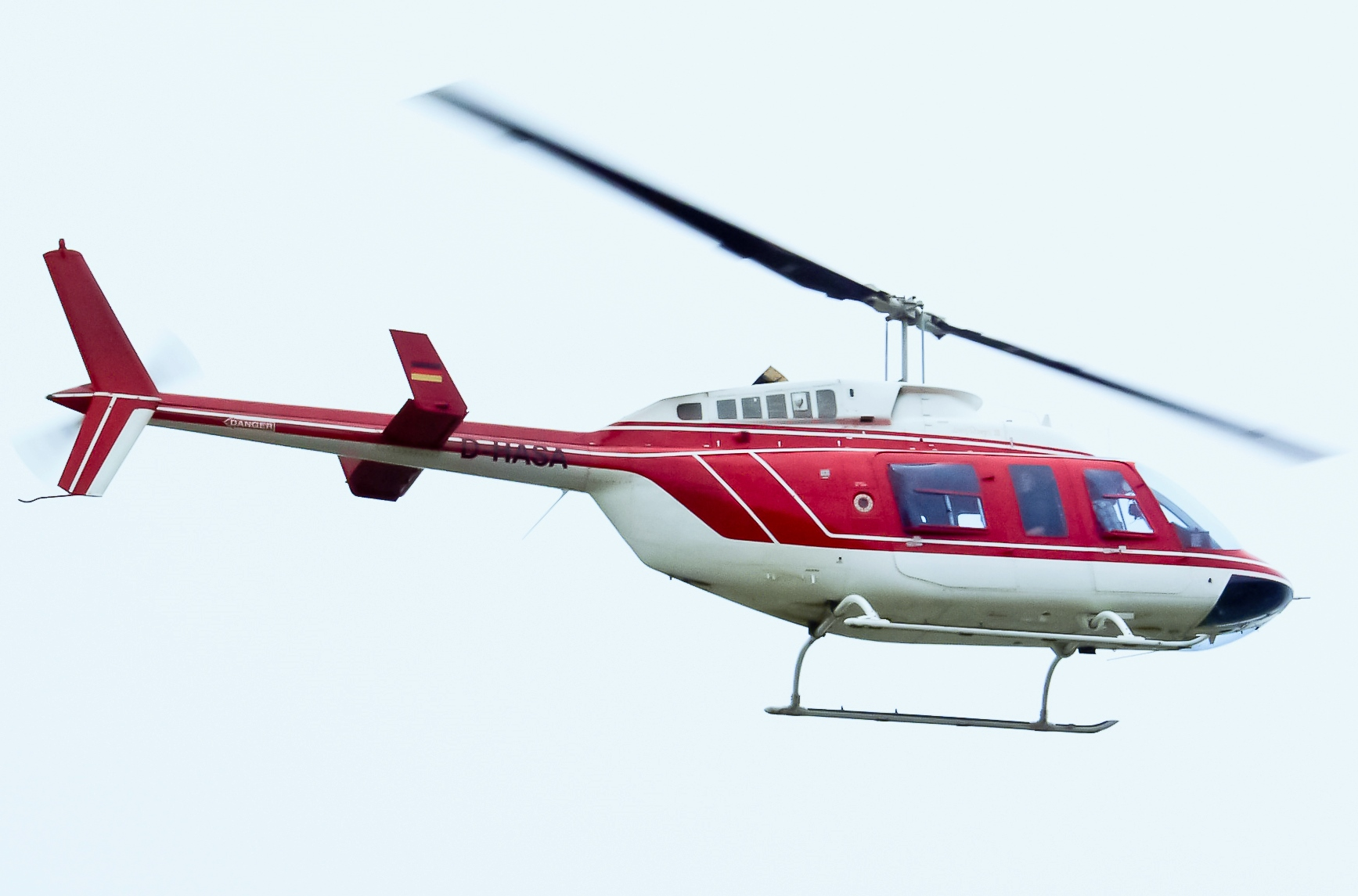
Un Bell 206L-3

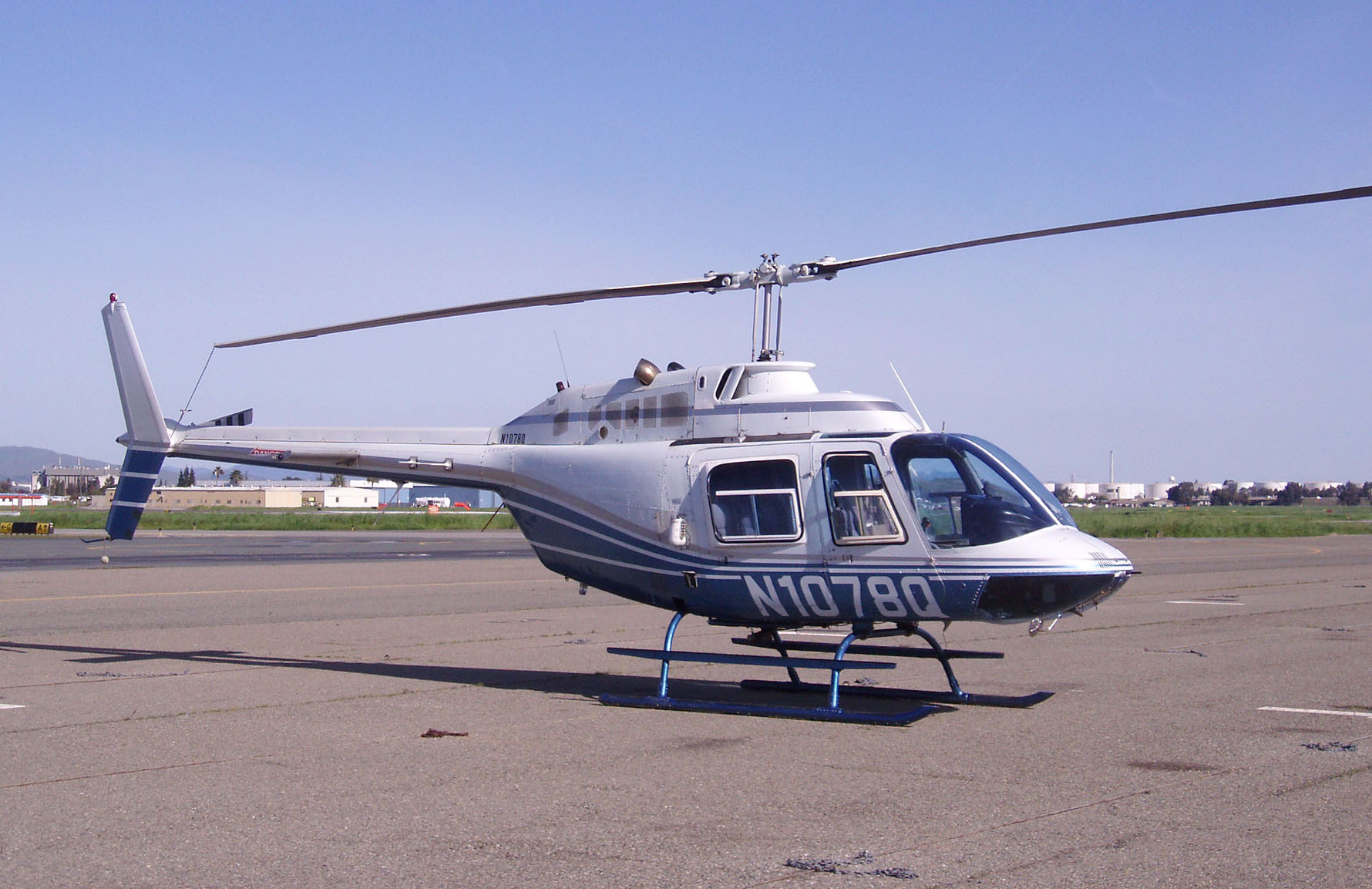
Un Bell 206B

### Civili
- Bell 206 – prototipo realizzato per concorrere al programma U.S. Army “LOH” del 1963, ridenominato YOH-4A e costruito in 5 esemplari.
- Bell 206A – prima versione di serie, motorizzata con un turbolbero Allison 250-C18, ha ricevuto la certificazione FAA nel 1966. La corrispondente versione militare OH-58A Kiowa venne prodotta dal 1968.
  - Agusta-Bell 206A – versione prodotta su licenza dall'italiana Agusta
- Bell 206A-1 - velivoli OH-58A modificati a rovescio per la certificazione civile della Federal Aviation Administration.[13]
  - Agusta-Bell 206A-1 – versione Agusta prodotta su licenza
- Bell 206B – versione dotata del più potente Allison 250-C20.[14]
  - Agusta-Bell 206B – versione Agusta prodotta su licenza
- Bell 206B-2 – aggiornamento del Bell 206B allo standard 206B-3[14]
- Bell 206B-3 – sviluppo dotato di motore Allison 250-C20J ed incremento al diametro del rotore di coda di 2 in per un miglior controllo di imbardata[14]
- Bell 206L LongRanger – versione allungata da sette posti motorizzata Allison 250-C20B
  - Agusta-Bell 206L LongRanger – versione Agusta prodotta su licenza
- Bell 206L-1 LongRanger II – versione ad alte prestazioni motorizzata Allison 250-C28
  - Agusta-Bell 206B-1 -C1 – versione Agusta prodotta su licenza
- Bell 206L-1+ LongRanger – aggiornamento Bell al modello 206L-4 dotata della più potente versione Allison 250-C30P
- Bell 206L-3 LongRanger III – versione motorizzata Allison 250-C30P
  - Agusta-Bell 206B-3 – versione Agusta prodotta su licenza
- Bell 206L-3+ LongRanger – aggiornamento Bell al modello 206L-4
- Bell 206L-4 LongRanger IV – versione motorizzata 250-C30P con miglioramenti alla trasmissione
- Bell 206LT TwinRanger – nuova produzione e conversioni biturbina del 206L; sostituito dal Bell 427.
- Bell 407 – sviluppo basato sul 206L dotato di rotore quadripala
- Bell 417 – sviluppo del 407 dotato di motore più potente; progetto cancellato

### Militari
- Bell 206AS – versione da esportazione per la Marina militare cilena
- Bell OH-58 Kiowa – versione da ricognizione; sostituì l'OH-6A Cayuse.
- TH-57A – 40 esemplari di 206A civili acquistati dalla U.S. Navy nel gennaio 1968 come addestratori e ridesignati "Sea Ranger".[15]
- 206L TexasRanger – versione militare da esportazione realizzata nel 1981 in un solo esemplare; non avviata alla produzione
- TH-57B – 45 esemplari di 206B-3 civili acquistati nel 1989 per rimpiazzare i TH-57A come addestratori per il volo a vista
- TH-57C – 71 esemplari di 206B-3 civili acquistati prima del 1985 come addestratori e modificati nel pannello comandi per l'insegnamento al volo strumentale
- TH-57D – programma di unificazione per la conversione ad un'unica cabina standard degli addestratori TH-57B e TH-57C[16]
- TH-67 Creek – 137 esemplari di 206B-3 civili acquistati nel 1993 come addestratori basici nella U.S. Army. 35 in configurazione VFR e 102 in configurazione IFR[17]

## Utilizzatori

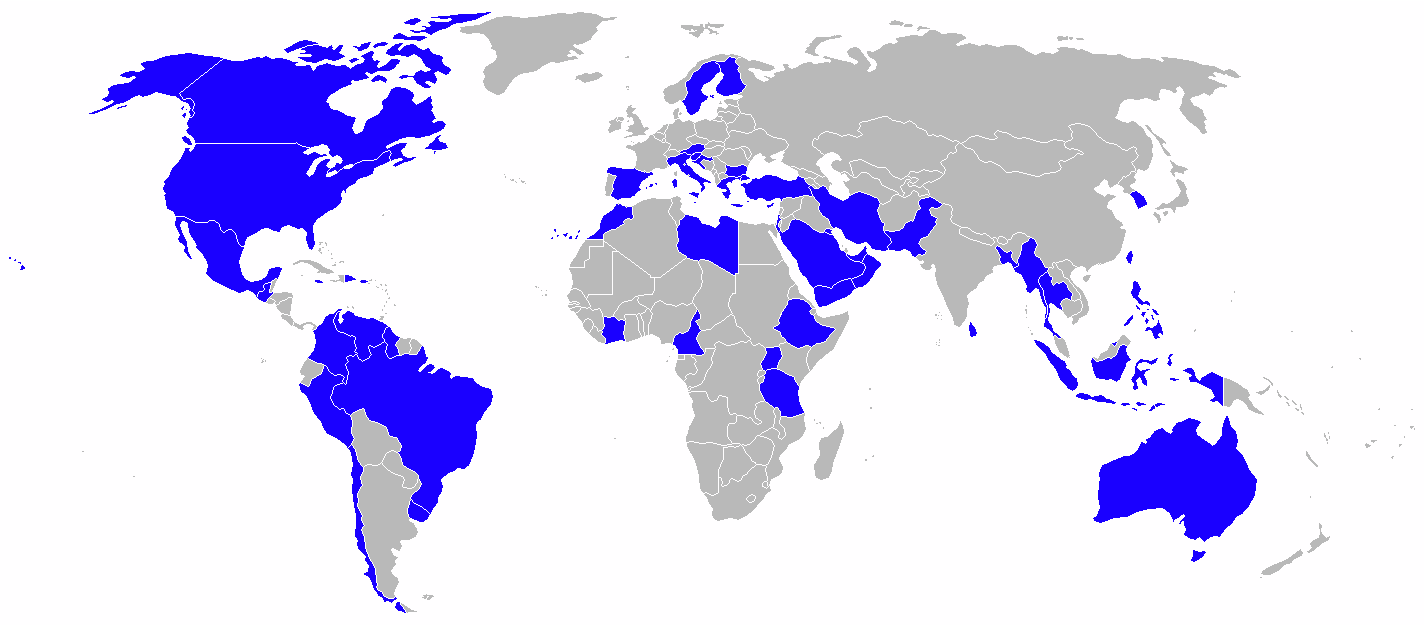
Principali operatori mondiali del Bell 206.

### Governativi
Austria
- Bundespolizei

1 Bell 206B in servizio al novembre 2019.
 Canada
- Canadian Coast Guard

Acquistati alla fine degli anni '70.
 Cile
- Carabineros de Chile

2 Bell 206B-3 utilizzati per l'addestramento dei piloti in servizio nel 2020. Uno è stato perso in un incidente il 12 maggio 2023.
 Colombia
- Policía Nacional de Colombia

10 esemplari consegnati in totale tra Bell 206B e 206L.
 Corea del Sud
- Polizia sudcoreana

 Croazia
- Hrvatska policija

3 AB-206B-3 in servizio dal 1998.
 Finlandia
- Rajavartiolaitos

7 AB-206 acquistati a partire dal 1968 e in servizio dal 1969 al 2012.
 Honduras
- Policía Nacional de Honduras

2 Bell 206B in servizio dal 1999 al 2014.
 Indonesia
- Polizia nazionale indonesiana

1 Bell 206B-2 in servizio dal 1979 al 2007.
 Italia
- Servizio aereo carabinieri

14 AB-206B1 acquistati dal 1973 e 28 AB-206B1 nel 1978. 20 esemplari sono stati venduti all'Aviazione dell'esercito argentino nel 2016.
- Corpo nazionale dei vigili del fuoco

19 AB-206 ricevuti dal 1968, 14 dei quali sono in servizio al 2016.
- Servizio aereo della Polizia di Stato

15 AB-206 in servizio al maggio 2022.
 Repubblica Socialista Federale di Jugoslavia
- Milicija SFR Jugoslavije

6 AB-206 consegnati a partire dal 1972.
 Lettonia
- Valsts Robežsardze

1 AB-206 ex Rajavartiolaitos donato dalla Finlandia nel 2002, seguito da altri 2 nel 2013. Ritirati dal servizio nel 2019.
 Macedonia del Nord
- Polizia macedone

1 AB-206B in servizio nel 2021.
 Polonia
- Lotnictwo Policja

2 Bell 206B-3 acquistati nel 1991 per le Unità Militari della Vistola e trasferiti alla polizia nel 2001, un altro Bell 206B-3 è stato acquistato di seconda mano nel 2011. Un esemplare è stato perso in un incidente nel 2005.
 Serbia
- Polizia serba

 Slovenia
- Policija

2 AB-206 in servizio nel 2024.
 Stati Uniti
- Chicago Police Department

1 Bell 206L-4 in servizio dal 1993 e un Bell 206B-3 in servizio dal 2006.
- Los Angeles Police Department
- New York State Police

vedi Bell 407
 Svezia
- Polizia svedese

3 Bell 206B-2 consegnati nel 1973, 1 Bell 206B-3 consegnato nel 1979 e 5 Bell 206L-1 consegnati tra il 1979 e il 1982 e in servizio fino al 2002. Un Bell 206L-1 è stato perso in un incidente nel 2001.
 Tanzania
- Polizia della Tanzania

1 Bell 206L-1 in servizio nel 2018.
 Uganda
- Uganda Police Force

1 Bell 206B acquistato nel 1986, ritirato dal servizio nel 2002 e ripristinato nel 2018.
 Uruguay
- Polizia nazionale dell'Uruguay

Un Bell 206L-3 acquistato in leasing quadriennale nel 2022.

### Militari
Albania
- Forca Ajrore

7 AB-206C-1 ex Esercito Italiano, 4 dei quali in servizio.
 Argentina
- Ejército Argentino

5 Bell 206B-3 da addestramento consegnati a partire dal 2011 e tutti in servizio al novembre 2018. Ulteriori 20 AB-206B-1 ex italiani appartenenti all'Arma dei Carabinieri acquistati nel 2016, 5 dei quali ceduti alla Gendarmeria Naciónal in cambio di 2 UH-1H.
- Gendarmería Nacional Argentina

5 AB-206B-1 ricevuti dall'esercito in cambio di 2 UH-1H.
 Australia
- Australian Army

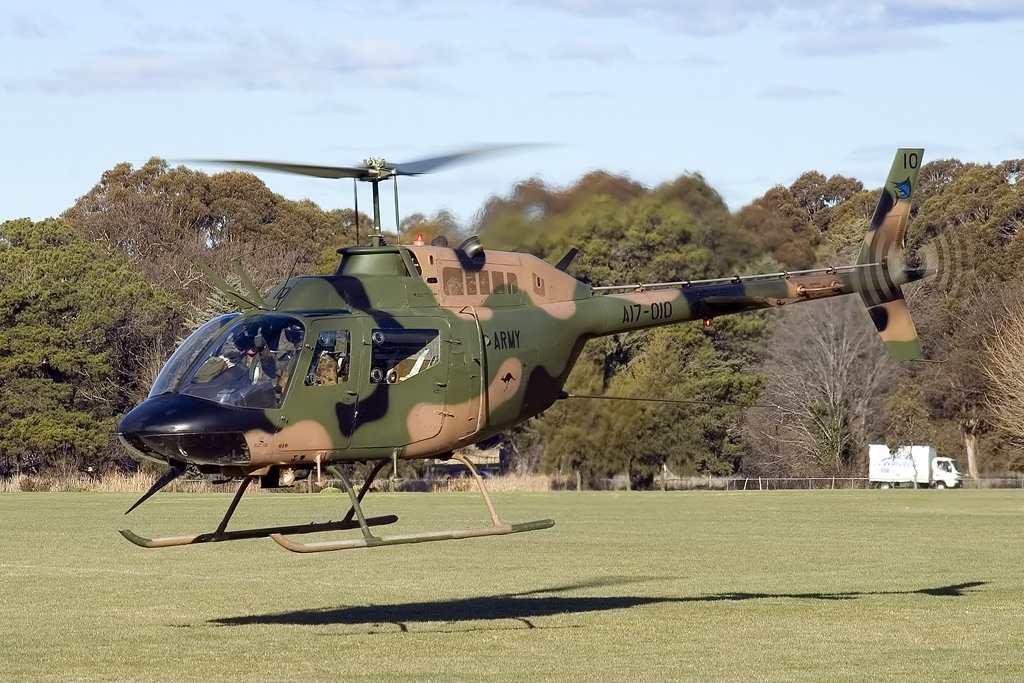
Un Bell 206B-1 dell'esercito australiano

12 OH-58 Kiowa presi in leasing dallo United States Army nel 1971 per le operazioni in Vietnam e restituiti nel 1972.  56 Bell 206B-1 consegnati a partire dal 1971, di cui 44 prodotti su licenza in Australia.  Ritirati dal servizio nel 2018.
- Royal Australian Navy

4 Bell 206B-1 acquistati dall'Australian Army nel 1973. Restituiti all'esercito nel 2000.
 Austria
- Luftstreitkräfte

13 AB-206 in servizio dal 1969 al 2009. 12 OH-58B acquisiti nel 1976, ed impiegati per trasporto, ricognizione ed appoggio all'esercito.
 Azerbaigian
- Azərbaycan hərbi hava qüvvələri

1 Bell 401 consegnato a marzo 2018. Si tratta di una variante del Bell 206L-4 Long Ranger IV.
 Bangladesh
- Bangladesh Biman Bahini

6 tra Bell 206L-2 e Bell 206L-4 consegnati a partire dal 1982.
- Bānglādēśh Sēnābāhinī

 Birmania
- Tatmdaw Lei

2 B206B-3 consegnati, e tutti in servizio al dicembre 2016.
 Brasile
- Força Aérea Brasileira

17 Bell 206A acquistati nel 1967 e ritirati dal servizio nel 1992.
- Força Aeronaval

Dei 18 Bell 206B2 acquistati nel 1975 e 16 Bell 206B3 acquistati nel 1985-1986, nel 2017 ne restano in servizio 2 del primo modello e 16 del secondo. A maggio 2025 è stato comunicato che due IH-6B saranno donati alla Marina Militare dell'Uruguay.
 Bulgaria
- Bălgarski Voennovăzdušni sili

8 Bell 206B3 consegnati, 6 in servizio all'aprile 2017.
 Brunei
- Tentera Udara Diraja Brunei

2 Bell 206B-3 Jet Ranger III consegnati ed in servizio al maggio 2017.
 Camerun
- Armée de l'Air du Cameroun

2 Bell 206B-3 configurati per ricognizione, trasporto leggero e collegamento ricevuti alla fine degli anni ottanta.
 Canada
- Royal Canadian Air Force

74 CH-136 Kiowa consegnati tra il 1971 e il 1972 e ritirati nel 1995. 14 CH-139 acquistati nel 1981 e consegnati tra il 1981 e il 1992.
 Cile
- Fuerza Aérea de Chile

5 Bell 206B in servizio nel 2023.
- Armada de Chile

4 Bell 206AS consegnati nel 1970 e utilizzati per la lotta antisommergibile fino al 1978, quando sono stati declassati a ruoli di collegamento, seguiti da 6 Bell 206B denominati UH-57 e un Bell 206B-3, anch'esso designato UH-57. 2 esemplari sono stati ricevuti dall'esercito nel 1982, seguiti da 2 Bell 206A e 2 Bell 206B, 2 TH-57A sono stati acquistati come fonti di parti di ricambio nel 1998 e un Bell 206B-2 è stato acquistato dal Brasile nel 2019. Il Bell 206B-3 e gli ultimi 3 Bell 206B sono stati ritirati dal servizio nel 2022.
- Ejército de Chile

 Cipro
- Kypriaki Stratiotiki Aeroporia

3 Bell 206L3 consegnati di cui uno nel 1987 e due nel 1988 (altre fonti riferiscono il 1993 come data di inizio delle consegne).
 Colombia
- Fuerza Aérea Colombiana

12 Bell 206B3 ricevuti nel 2007 e 24 OH-58A di seconda mano ricevuti nel 2010-2013. Ulteriori 60 TH-67 Creek da addestramento consegnati ad agosto 2019. 24 OH-58A di seconda mano ricevuti nel 2010-2013.
 Corea del Sud
 Croazia
- Hrvatsko ratno zrakoplovstvo i protuzračna obrana

10 Bell 206B-3 (consegnati a partire dal 1997) e 16 OH-58D (costruiti tra il 2010 ed il 2012 ed acquisiti dallo US Army) consegnati, 8 dei primi e 16 dei secondi in servizio al dicembre 2019. Al 5 dicembre 2016 risultano tutti consegnati.
 Rep. Dominicana
- Ejército Nacional de República Dominicana

8 tra OH-58A e OH-58C ex US Army ricevuti nel 2003. Ulteriori 2 Bell TH-57A (Bell 206B) Creek ex US Army consegnati il 15 febbraio 2023.
- Fuerza Aérea Dominicana

20 OH-58 consegnati, 10 in servizio all'ottobre 2019.
 Ecuador
- Fuerza Aérea Ecuatoriana

8 TH-57A Sea Ranger consegnati e tutti in servizio al luglio 2019.
- Armada del Ecuador

Al maggio 2019 risultano in servizio 5 esemplari dei lotti ricevuti tra il 1986 ed il 1993.
 El Salvador
- Fuerza Aérea Salvadoreña

1 Bell 206L-3 Long Ranger consegnato ed in servizio nel 2023.
 Emirati Arabi Uniti
7 Bell 206B e 11 AB-206 consegnati nel 1999.
 Finlandia
- Suomen ilmavoimat

1 AB-206A acquistato nel 1968 e trasferito alla Guardia di frontiera nel marzo 1979.
 Giamaica
- Jamaica Defence Force Air Wing

3 Bell 206B-3 consegnati, 1 in servizio all'ottobre 2020.
 Giappone
- Guardia costiera giapponese

4 Bell 206B JetRanger II in servizio dal 1973 al 1996. Ulteriori 4 Bell 206B JetRanger III in servizio dal 1991 al 2019.
 Grecia
- Ellinikós Stratós

14 AB-206B-3 in servizio al maggio 2019. 70 OH-58D ex US Army saranno trasferiti dal marzo del 2019, 36 dei quali hanno una suite completa di comunicazione/navigazione/armi e sono quindi pienamente operative, 24 hanno una suite di comunicazione/navigazione di base e saranno utilizzati per l'addestramento, mentre i restanti 10 verranno utilizzati come fonte di pezzi di ricambio.
 Guatemala
- Fuerza Aérea Guatemalteca

9 tra Bell 206B e Bell 206L2 consegnati.
 Guyana
- Guyana Defence Force

4 Bell 206B JetRanger II consegnati, 2 in servizio all'agosto 2021.
 Honduras
 Iran
- Esercito della Repubblica Islamica dell'Iran[93]
- Niru-ye Havayi-ye Artesh-e Jomhuri-ye Eslami-e Iran
- Forza aerospaziale del Corpo delle guardie della rivoluzione islamica

 Iraq
- Al-Quwwat al-Jawwiyya al-'Iraqiyya

9 Bell 206B consegnati.
 Israele
- Heyl Ha'Avir

4 OH-58B da addestramento e 18 OH-58D scout in servizio al febbraio 2022.
 Italia
- Aviazione dell'Esercito

150 consegnati (16 AB206A e 134 AB206A-1) a partire dal 1969.
 Kuwait
- Al-Quwwat al-Jawwiyya al-Kuwaytiyya

2 Bell 206 in servizio tra il 1968 e il 1977.
 Libia
- Al-Quwwat al-Jawwiyya al-Libiyya

 Macedonia del Nord
- Voeno Vozduhoplovstvo i Protivvozdušna Odbrana

4 Bell 206B-3 ricevuti a partire dal maggio 2013.
 Malta
- Stormo aereo maltese

1 AB-206 donato dalla Libia nel 1973 e ritirato dal servizio nel 1997.
 Marocco
- Aeronautica militare del Marocco

21 AB-206B acquistati tra il 1969 e il 1978.
 Messico
- Fuerza Aérea Mexicana

16 Bell 206B da collegamento e 9 da addestramento consegnati.
 Nepal
- Servizio aereo del Regio esercito nepalese[105]

 Nicaragua
- Forza aerea dell'Esercito nicaraguense

1 Bell 206 in servizio nel 2023.
 Oman
- Al-Quwwat al-Jawiyya al-Sultaniyya al-'Umaniyya

4 AB-206B consegnati.
 Pakistan
- Pakistan Army Aviation Corps

 Perù
- Fuerza Aérea del Perú

11 Bell 206B-2 acquistati nel 1974.
- Fuerza de Aviación Naval

10 Bell 206B-2 ordinati nel 1974.
 RD del Congo
- Force Aérienne du Congo

 Senegal
- Armée de l'air du Sénégal

2 Bell 206B consegnati nel 2018.
 Slovenia
- Brigada zračne obrambe in letalstva Slovenske vojske

 Spagna
- Ejército del Aire y del Espacio[110]

 Sri Lanka
- Sri Lanka Air Force

7 Bell 206A e 2 Bell 206B-3 consegnati a partire dal 1968. 5 Bell 206B in servizio nel 2025, più ulteriori 8 TH-57B ex US Navy forniti entro tutto il 2025.
 Stati Uniti
- US Army

213 Bell 206B-3, ridesignati TH-67A Creek, in servizio dal 15 ottobre 1993 al 17 febbraio 2021.
- US Navy

113 tra TH-57B e TH-57C in servizio all'ottobre 2019. Otto TH-57B ceduti nel corso del 2025 all'Aeronautica militare dello Sri Lanka.
 Svezia
- Esercito svedese

22 AB-206 classificati Hkp 6A consegnati nel 1969 e utilizzati per trasporto leggero e addestramento, sono stati ritirati dal servizio nel 1997 e trasferiti all'aeronautica nel 1998.
- Svenska marinen

10 AB-206 classificati Hkp 6B consegnati nel 1970, seguiti da un altro esemplare nel 1991 in sostituzione di un esemplare perso in un incidente. Sono stati utilizzati per trasporto leggero, addestramento, ricognizione e lotta antisommergibile.
- Svenska flygvapnet

A partire dal 1998 ha acquisito gli Hkp 6A e Hkp 6B dell'esercito e della marina. Ritirati dal servizio nel 2004.
 Taiwan
- Zhōnghuá Mínguó Lùjūn

12 OH-58D (più 14 opzioni, poi esercitate) ordinati nel 1992, con consegne iniziate nel 1993. Ulteriori 13 OH-58D , assemblati localmente dall'AIDC, sono stati ordinati nel 1998 e consegnati tutti entro il 2001. Un esemplare è stato perso il 23 agosto 2001. 30 TH-67A da addestramento TH-67A ordinati nel 1996, con consegne avvenute tra febbraio 1998 e maggio dello stesso anno. Un TH-67A è stato perso dopo un atterraggio di emergenza il 2 dicembre 2002, durante una missione di addestramento notturno.
 Tanzania
- Jeshi la Anga la Wananchi wa Tanzania

2 AB-206B acquistati nel 1973, seguiti da altri 2 nel 1977.
 Thailandia
- Kongthap Bok Thai

33 tra Bell 206A, Bell 206B-2 e Bell 206B-3 ricevuti a partire dal 1968.
 Tunisia
- Al-Quwwat al-Jawwiyya al-Tunisiyya

24 OH-58D acquisiti di seconda mano dallo US Army, 6 consegnati all'ottobre 2016.
 Turchia
- Türk Kara Kuvvetleri

20 AB-206R, una versione derivata dall'AB-206B-3, consegnati tra il 1995 e il 1996. Nel 1998 10 AB-206R sono stati trasferiti dalla Jandarma e altri 3 dalla Sahil Güvenlik.
- Sahil Güvenlik

3 AB-206A consegnati nel 1982 e trasferiti all'esercito nel 1998.
- Jandarma

12 AB-206A consegnati nel 1968, seguiti da altri 2 AB-206A e 4 AB-206B nel 1974. Ritirati dal servizio nel 1998.
 Uganda
- Ugandan Air Force[126]

 Uruguay
- Armada Nacional

1 OH-58A+ ex US Army consegnato a gennaio 2020. 2 IH-6B (Bell 206B-3) donati dalla Marina Militare brasiliana a maggio 2025.
 Venezuela
- Armada Bolivariana

2 Bell 206A in servizio nel 2023.
- Ejército Nacional de la República Bolivariana de Venezuela

3 Bell 206B e un 206L in servizio nel 2023.
 Yemen
- Al-Quwwat al-Jawwiyya al-Yamaniyya

 Zambia
- Zambia Air Force

6 AB-206 ricevuti a partire dal 1972.

## Il Bell 206 nella cultura di massa
- In ambito videoludico, il Bell 206 compare nel videogioco Grand Theft Auto: Liberty City Stories (dove la versione L Longranger viene denominata Maverik).[129]
- In ambito cinematografico, il Bell 206 compare nel film Terminator 2 (in versione 206B).
- Un Bell 206 compare nella sigla dell'A-Team.